# Аншлюс
А́ншлю́с (нем. Anschlußо файле «присоединение; союз») — аннексия Австрии в состав Германии, состоявшаяся 12—13 марта 1938 года. В переносном значении понятие «аншлюс», из-за его связи с историей нацизма, употребляется, как правило, в негативном смысле как синоним понятия аннексия.
Частичная независимость Австрии была восстановлена в апреле 1945 года после её оккупации союзными войсками антигитлеровской коалиции в ходе Второй мировой войны, которая была узаконена Государственным договором 1955 года, запрещающим аншлюс и воссоединение с Германией. 15 мая 1955 года была принята Декларация независимости Австрии, 27 июля она была ратифицирована пятью государствами: СССР, США, Францией, Великобританией и Австрией, и тем самым вступила в силу. Согласно Декларации, для вывода оккупационных войск устанавливался 90-дневный срок. 19 октября 1955 года территорию суверенной Австрии покинул последний советский военнослужащий, а 25 октября (в последний день этого срока) Австрию покинул последний британский солдат.

## Предпосылки
После распада Австро-Венгрии в результате Первой мировой войны на политической карте оказалось два немецкоязычных государства: Германия и Австрия. Последняя считалась нежизнеспособным и искусственным образованием ввиду своих небольших размеров и потери основных промышленных мощностей и сельскохозяйственных угодий. Движение за воссоединение было весьма сильным с обеих сторон, особенно в период непосредственно после войны, однако оно сдерживалось странами-победительницами. В текстах Версальского и Сен-Жерменского договоров (1919) и Женевских протоколов (октябрь 1922) были статьи, запрещавшие аншлюс. В марте 1931 года правительства Германии и Австрии выступили с предложением о таможенном союзе. Однако страны-победительницы воспротивились этому.
С приходом к власти в Германии Гитлера аншлюс стал частью официального курса внешней политики Германии. Во все государственные структуры Австрии внедрялась агентура нацистского режима. В то же время в самой Австрии идея аншлюса с нацистской диктатурой начала вызывать активное отторжение. В октябре 1933 года пункт об аншлюсе был снят из программы австрийских социал-демократов. Ещё раньше, 19 июня, канцлер Энгельберт Дольфус запретил деятельность НСДАП на территории Австрии. После того, как правительственные войска и хеймвер разгромили февральское восстание 1934 года, Дольфус консолидировал союз правых сил и церкви и провёл так называемую «майскую конституцию» 1934 года, заимствовавшую основные положения у режима Муссолини. В отличие от прочих ультраправых режимов тех лет, австрофашизм опирался на прочную поддержку духовенства и отрицал саму возможность иностранного (германского) влияния на политику Австрии.
25 июля 1934 года, около полудня, 154 эсэсовца-австрийца из 89-го австрийского батальона СС, переодетые в форму австрийской гражданской гвардии, ворвались в канцелярию и захватили канцлера Дольфуса, потребовав от него подать в отставку с тем, чтобы новым канцлером стал Антон Ринтелен. Получивший серьёзные ранения Дольфус категорически отказался. Перед ним положили перо и бумагу, лишили какой-либо медицинской помощи и вновь стали требовать отставки. Не получивший ни врача, ни священника Дольфус умер через несколько часов, но так и не нарушил присяги. Тем временем верные правительству войска окружили здание парламента. К вечеру стало известно, что оказывавший Дольфусу открытую поддержку Муссолини, в ответ на попытку переворота, мобилизовал пять дивизий, которые немедленно двинулись через Бреннерский перевал к границе Австрии. В 19 часов мятежники были вынуждены сдаться.
Поняв, что грубые методы воздействия не дают желаемого результата, немецкое правительство сменило тактику, подключив к работе СД и гестапо, и значительно увеличило дипломатическое давление на новое австрийское правительство во главе с канцлером Куртом фон Шушнигом. Одновременно спецслужбы Германии активизировали свою деятельность в среде австрийских нацистов. Например, один из лидеров австрийской нацистской партии, инженер Рейнталер, ещё с осени 1934 года тайно получал из Мюнхена жалованье в размере 200 тыс. марок ежемесячно. Стараясь оттянуть развязку, Шушниг заключил 11 июля 1936 года договор с нацистской Германией, по которому Австрия фактически обязалась следовать в русле германской политики. Со своей стороны, Германия признавала суверенитет и независимость Австрии и обещала не оказывать никакого давления на её внешнюю политику. Чтобы подтвердить положения договора, Шушниг назначил на различные административные посты австрийских нацистов, согласился допустить некоторые их организации в Отечественный фронт и, наконец, амнистировал несколько тысяч осуждённых нацистов.
Ещё более благоприятная для Гитлера ситуация сложилась в 1937 году, когда западные державы стали рассматривать захват Австрии не как акт агрессии и ревизию Версальского договора 1919 года, а как шаг по пути «умиротворения» Германии. В ноябре 1937 года английский министр Галифакс, во время переговоров с Гитлером, дал от имени своего правительства согласие на «приобретение» Австрии Германией. Чуть позднее, 22 февраля 1938 года, британский премьер Невилл Чемберлен заявил в парламенте, что Австрия не может рассчитывать на защиту Лиги Наций: «Мы не должны обманывать, а тем более не должны обнадёживать малые слабые государства, обещая им защиту со стороны Лиги Наций и соответствующие шаги с нашей стороны, поскольку мы знаем, что ничего подобного нельзя будет предпринять».
12 февраля 1938 года канцлер Шушниг был вызван в гитлеровскую резиденцию Берхтесгаден, где под угрозой немедленного военного вторжения был вынужден подписать предъявленный ему ультиматум из трёх пунктов, фактически превращавших страну в саттелита Германии:
- лидер австрийских нацистов Артур Зейсс-Инкварт назначался министром внутренних дел и начальником сыскной полиции, что обеспечивало нацистам полный контроль над австрийскими правоохранителями;
- объявлялась новая политическая амнистия для нацистов, ещё имевших ограничения свободы или гражданских прав;
- австрийская нацистская партия вступала в Отечественный фронт.

## Ультиматум Гитлера
Пытаясь перехватить инициативу, 9 марта Шушниг объявил на ближайшее воскресенье, 13 марта 1938 года, плебисцит по вопросу о независимости Австрии. Единственным вопросом на нём должен был быть: желает ли народ иметь «свободную и немецкую, независимую и социальную, христианскую и собственную Австрию», а бланки — содержали только кружок «да». При объявлении плебисцита Шушниг пренебрёг предписанными конституцией совещанием с собственным правительством, в связи с чем Зейсс-Инкварт и вице-канцлер Гляйзе-Хорстенау объявили канцлеру, что они считают плебисцит противоречащим конституции.
Опасавшийся отклонения идеи объединения на плебисците, Гитлер отреагировал на объявление о плебисците приказом о мобилизации предназначенной для вторжения в Австрию 8-й армии. 10 марта он приказал Зейсс-Инкварту предъявить канцлеру ультиматум и начать мобилизацию сторонников. На следующий день отмены плебисцита и отставки Шушнига в пользу Зейсс-Инкварта в ультимативной форме потребовал Герман Геринг. Ультиматум был передан через находившегося в этот момент в Берлине Гляйзе-Хорстенау. Позже в тот же день Геринг ещё раз подтвердил его в телефонном разговоре с Шушнигом. По указанию из Берлина австрийские национал-социалисты заняли администрацию канцлера.
Во второй половине дня 11 марта Шушниг согласился на отмену плебисцита, а вечером Гитлер добился его согласия на отставку и передачу власти Зейсс-Инкварту. Шушниг объявил о своей отставке по радио и приказал австрийской армии в случае вступления немецких войск в Австрию отступать, не вступая в боевые действия.
Президент Австрии Вильгельм Миклас отказался поручить формирование нового правительства Зейсс-Инкварту и предложил пост премьера трём другим политикам: статс-секретарю Михаэлю Шкублю (бывшему начальнику венской полиции), бывшему канцлеру Отто Эндеру и главному армейскому инспектору Сигизмунду Шильхавски; все они отказались. В 23 часа 15 минут Миклас капитулировал.
По приказу Геринга с согласия Гитлера была написана телеграмма с просьбой об отправке в Австрию немецких войск, которую новое австрийское правительство отправило от имени Зейсс-Инкварта. Сам Зейсс-Инкварт был информирован о данной телеграмме лишь после её отправки.

## Ход событий
В ночь с 11 на 12 марта 1938 года германские войска, заранее сосредоточенные на границе в соответствии с планом «Отто», вошли на территорию Австрии.
Австрийская армия, получившая приказ не оказывать сопротивления, капитулировала. В 4 часа утра в Вену в качестве первого представителя нацистского правительства прибыл под охраной роты эсэсовцев Гиммлер в сопровождении Вальтера Шелленберга и Рудольфа Гесса. Гестапо устроило свою главную ставку на Морцинплац, где содержался под стражей Шушниг. В течение нескольких недель с ним обращались очень грубо, а затем отправили в концлагерь, где он оставался до мая 1945 года.
В сформированное Зейсс-Инквартом правительство вошли Эрнст Кальтенбруннер в качестве министра безопасности и зять Геринга Гюбер в качестве министра юстиции.
12 марта 1938 года Гитлер въехал в Австрию, проследовав через свой родной город Браунау и город своей юности Линц. Первое выступление фюрера перед австрийским народом состоялось с балкона Старой ратуши в Линце — при огромном скоплении народа. 13 марта в 19 часов Гитлер торжественно въехал в Вену в сопровождении шефа Верховного главнокомандования вооружёнными силами Германии (ОКВ) Вильгельма Кейтеля. В тот же день был опубликован закон «О воссоединении Австрии с Германским рейхом», согласно которому Австрия объявлялась «одной из земель Германского рейха» и отныне стала называться «Остмарк». Выступая 15 марта в венском дворце Хофбург перед людьми, собравшимися на площади Хельденплац, Зейсс-Инкварт провозгласил Гитлера «протектором короны», а сам Гитлер заявил: «Я объявляю немецкому народу о выполнении самой важной миссии в моей жизни».
10 апреля в Германии и Австрии состоялся плебисцит об аншлюсе. По официальным данным, в Германии за аншлюс проголосовало 99,08 % жителей, в Австрии — 99,75 %. Наблюдатель (Уильям Ширер) так характеризует настроение австрийцев во время плебисцита:

Было ясно, что большинство австрийцев, которые 13 марта сказали бы «да» Шушнигу, 10 апреля скажут «да» Гитлеру. Многие из них верили, что прочный союз с Германией, даже нацистской, желателен и неизбежен для Австрии, что Австрия <…> не сможет долго существовать сама по себе, что она способна выжить только в составе германского рейха. Кроме приверженцев подобной точки зрения были и ярые нацисты — безработные или имеющие работу, число которых в стране непрерывно росло. Их привлекала возможность поправить своё положение. Многие католики <…> были привлечены широко публиковавшимся заявлением кардинала Иннитцера, в котором он приветствовал приход нацистов в Австрию и призывал голосовать за аншлюс.
Западные демократии не предприняли никаких реальных действий для противодействия аншлюсу, а Польша открыто поддержала его, получив взамен заверения о поддержке Германией польских требований к Литве. В то время как 21 сентября 1938 года СССР в Лиге Наций заявил решительный протест против аншлюса Австрии.

## Последствия
Присоединив Австрию, Гитлер получил стратегический плацдарм для захвата Чехословакии и дальнейшего наступления в Юго-Восточной Европе и на Балканах, источники сырья, людские ресурсы и военные производства. В результате аншлюса территория Германии увеличилась на 17 %, население — на 10 % (на 6,7 млн человек). В состав вермахта были включены 6 сформированных в Австрии дивизий.
Ряд мероприятий Гитлера оказался болезненным для австрийского патриотизма. Так, Гитлер официально отменил название «Австрия» (Österreich — буквально «Восточный рейх»), ввиду того что рейх отныне только один, и заменил его древним, известным со времён Карла Великого, названием Ostmark («Восточная марка»), а с 1942 года для территорий бывшей Австрии стало употребляться понятие Альпийские и дунайские рейхсгау. Преследованиям подверглась также обладавшая в Австрии большим влиянием католическая церковь. Тем не менее австрийцы, в целом, были лояльны Гитлеру вплоть до падения Третьего рейха. В то же время эмигрировали известные семьи — Фрейды, Кальманы, фон Трапп и др.
В Германии 1 мая 1938 года была учреждена медаль «В память 13 марта 1938 года», которой награждались солдаты и офицеры вермахта и войск СС, австрийские военнослужащие и функционеры организаций, принимавшие участие в присоединении Австрии к Германии. Общее количество награждённых составило 318 689 человек.
Аншлюс воспевался в нацистской культуре; так, в его честь были написаны песни «Пробудись, немецкое Вахау!» (нем. «Wach auf, deutsche Wachau!», Ханс Хегер, комп. Генрих Штрекер), «75 миллионов» (нем. «Fünfundsiebzig Millionen», Ханс Фриц Бекман, комп. Петер Кройдер), и др.
В ходе Второй мировой войны странами-союзниками по антигитлеровской коалиции был взят курс на аннулирование аншлюса. В Московской декларации 1943 года аншлюс объявлялся недействительным. В принятом совместном коммюнике в разделе об Австрии говорилось о желании всех правительств «видеть восстановленной свободную и независимую Австрию». Однако Австрия, говорилось также в Декларации, не освобождается от ответственности за участие в войне на стороне гитлеровской Германии и должна после освобождения приложить все усилия для утверждения своей политической независимости.
После окончания войны Австрия была отделена от Германии, ей были возвращены все ранее входившие в её состав территории, однако в ней также осуществлялся оккупационный режим. В соответствии с Соглашением о системе контроля над Австрией, страна была поделена на зоны, в которых размещались оккупационные войска четырёх союзных держав (СССР, США, Великобритании и Франции). Контроль над Австрией продолжался вплоть до 1955 года, когда в соответствии с подписанным 15 мая 1955 года Государственным договором о восстановлении независимой и демократической Австрии, страна была восстановлена в качестве независимого нейтрального государства.